# Specialist

Specialist-Abzeichen der US Army

Specialist (SPC) ist der höchste militärische Mannschaftsdienstgrad in der US Army. Er entspricht in der Besoldung dem Rang des Corporal. Ihn kennzeichnen jedoch spezielle Qualifikationen oder technische Fähigkeiten, die außerhalb des Verantwortungsbereichs des Corporals liegen. Im Gegenzug wird bei einem Corporal mehr Wert auf seine Führungsqualität im Gefecht gelegt, was erklärt, warum ein Specialist in der Befehlskette unter dem Corporal steht. Der Specialist hat den NATO-Rangcode OR-4, liegt einen Rang über dem Private First Class und einen Rang unter dem Sergeant und ist in etwa vergleichbar mit einem Stabsgefreiten der Bundeswehr bzw. Zugsführer beim österreichischen Bundesheer.
Während des Zweiten Weltkrieges war der Rang als Technician (Techniker) bekannt und wurde 1948 wieder abgeschafft; das Konzept wurde aber 1955 unter dem Namen Specialist wieder eingeführt. Bis 1985 bestanden schwankende Anzahlen von Unterrängen innerhalb des Specialist. Übrig blieb zuletzt nur der Specialist Four, der dann wieder zum einfachen Specialist umbenannt wurde.